# Langlaufen op de Olympische Jeugdwinterspelen 2012 - Sprint mannen
De sprint voor de mannen in het langlaufen tijdens de Olympische Jeugdwinterspelen 2012 vond plaats op donderdag 19 januari 2012. De Noor Andreas Molden won het goud.

## Uitslag
| #      | Naam                        | Land | Prestatie    |
| ------ | --------------------------- | ---- | ------------ |
| Goud   | Andreas Molden              | NOR  | finale       |
| Zilver | Marius Cebulla              | GER  | finale       |
| Brons  | Alexander Selyaninov        | RUS  | finale       |
| 4      | Marcus Ruus                 | SWE  | finale       |
| 5      | Patrick Caldwell            | USA  | finale       |
| 6      | Kentaro Ishikawa            | JPN  | finale       |
| 7      | Chrisander Skjoenberg Holth | NOR  | halve finale |
| 8      | Sergey Malyshev             | KAZ  | halve finale |
| 9      | Christian Stiebritz         | GER  | halve finale |
| 10     | Jason Rueesch               | SUI  | halve finale |
| 11     | Johannes Fabian Kattnig     | AUT  | halve finale |
| 12     | Miha Simenc                 | SLO  | halve finale |
| 13     | Simeon Deyanov              | BUL  | kwartfinale  |
| 14     | Andrej Segec                | SVK  | kwartfinale  |
| 15     | Andreas Veerpalu            | EST  | kwartfinale  |
| 16     | Petr Knop                   | CZE  | kwartfinale  |
| 17     | Joona Joensuu               | FIN  | kwartfinale  |
| 18     | Joonas Sarkkinen            | FIN  | kwartfinale  |
| 19     | Thomas Chambellant          | FRA  | kwartfinale  |
| 20     | Arnis Petersons             | LAT  | kwartfinale  |
| 21     | Nikita Khabarov             | RUS  | kwartfinale  |
| 22     | Maksim Hardzias             | BLR  | kwartfinale  |
| 23     | Alexander Gotthalmseder     | AUT  | kwartfinale  |
| 24     | Richard Jouve               | FRA  | kwartfinale  |
| 25     | Oleksii Krasovskyi          | UKR  | kwartfinale  |
| 26     | Dawid Bril                  | POL  | kwartfinale  |
| 27     | Manuel Perotti              | ITA  | kwartfinale  |
| 28     | Florin Daniel Pripici       | ROU  | kwartfinale  |
| 29     | Matthew Saurette            | CAN  | kwartfinale  |
| 30     | Hamza Dursun                | TUR  | kwartfinale  |
| 31     | Adrian Clavero              | ESP  | kwalificatie |
| 32     | Takuto Terabayashi          | JPN  | kwalificatie |
| 33     | Scott Dixon                 | GBR  | kwalificatie |
| 34     | Zeno Bodnar                 | HUN  | kwalificatie |
| 35     | Kresimir Crnkovic           | CRO  | kwalificatie |
| 36     | Jaunius Drusys              | LTU  | kwalificatie |
| 37     | Matic Slabe                 | SLO  | kwalificatie |
| 38     | Goran Kosarac               | BIH  | kwalificatie |
| 39     | Martin Voegeli              | LIE  | kwalificatie |
| 40     | Alex Gibson                 | AUS  | kwalificatie |
| 41     | Gunnar Birgisson            | ISL  | kwalificatie |
| 42     | Dimitrios Kyriazis          | GRE  | kwalificatie |
| 43     | Zafar Shakhmuratov          | KGZ  | kwalificatie |
| 44     | Eirik Stonor                | DEN  | kwalificatie |
| 45     | Hrachik Sahakyan            | ARM  | kwalificatie |
| 46     | Ji Won                      | KOR  | kwalificatie |
| 47     | Alejo Hlopec                | ARG  | kwalificatie |
| 48     | Usukhbayar Dandar           | MGL  | kwalificatie |
| 49     | Yaghoob Kiashemshaki        | IRI  | kwalificatie |
| 50     | Velko Lozanoski             | MKD  | kwalificatie |